# 陽人の戦い
陽人の戦い（ようじんのたたかい）は、中国後漢末期の191年、袁紹・袁術・橋瑁らが指揮を執る「反董卓連合軍」の袁術軍・孫堅軍と朝廷軍が指揮を執る董卓の軍が、司隷河南尹梁県の陽人において衝突した戦いである。

## 反董卓連合軍
董卓は勝手に劉弁（少帝）を廃位し陳留王（献帝）を皇帝に即位させたり、洛陽の富豪から金品を強奪したり、女官を凌辱するなど暴虐の限りを尽くしていた。
190年春正月、董卓の専横に反発した橋瑁が三公の回付の公文書を偽造し、董卓に対する挙兵を呼びかける檄文を作ったことや、張超の部下の臧洪の呼びかけなどにより、後将軍袁術・冀州牧韓馥・豫州刺史孔伷・兗州刺史劉岱・河内太守王匡・渤海太守袁紹・陳留太守張邈・東郡太守橋瑁・山陽太守袁遺・済北国相鮑信・広陵太守張超・陳国相許瑒・潁川太守李旻・西河太守崔鈞らはそれぞれ数万の兵を率いて挙兵し、袁紹を盟主として反董卓連合軍を結成した。当初、袁隗や袁基とともに董卓政権に参加していた袁術は、曹操や袁紹から遅れて洛陽を脱出し、南陽へ逃れて孫堅と合流した。長沙太守だった孫堅は武陵太守曹寅の計略で反董卓連合に加わる予定だった荊州刺史王叡を殺害してから北上した。孫堅は南陽でも南陽太守の張咨を殺害し、袁術に合流して魯陽城で練兵をした。曹操は家財を使って義兵を集め、『世語』によれば5千の兵を率いて反董卓連合軍に参加した。また孫堅に殺された王叡の代わりに、荊州刺史になったばかりの劉表も反董卓連合軍に参加した。反董卓連合軍は洛陽を東から囲むように河内や酸棗や南陽などに駐屯した。皇族の陳王劉寵は陽夏に駐屯し、輔漢大将軍を自称した。
董卓は弘農王となった前皇帝の劉弁を毒殺した。
反董卓連合軍といっても、全軍が合流したわけではなく、袁紹は河内、袁術は南陽、張邈・劉岱・橋瑁・袁遺・鮑信・曹操が酸棗、孔伷は潁川、韓馥は鄴にあった。酸棗では会議と酒盛りに明け暮れていた。董卓の軍は強大であったため、率先して攻め込むものはいなかった。
190年2月、董卓は先に天子を長安に移し、董卓自身は遅れて長安に入った。
190年3月、酸棗の曹操・鮑信・張邈らは消極的な袁紹らに業を煮やし、董卓軍に戦いを挑んだが、滎陽の汴水で董卓配下の徐栄に大敗し、張邈軍の衛茲・鮑信軍の鮑韜らが戦死し、曹操も矢傷を負った。徐栄は酸棗の軍が寡兵ながらも奮闘する様子を見て、「酸棗はまだ容易に攻められないぞ」と言って帰還した。
曹操は酸棗に帰還すると、諸将の前で自分の計略を語ったが、張邈らは採用しなかった。曹操は兵が足りなかったため、揚州へ兵を集めに行った。
190年3月、太傅の袁隗や太僕の袁基を筆頭にその三族共々処刑した。
190年、徐栄は南陽の孫堅を梁の東部で打ち破り、潁川太守の李旻が捕まって煮殺された。この頃、袁術に孫堅のことを讒言する者がいて、袁術は孫堅に兵糧を送らなくなった。孫堅は自ら魯陽にいる袁術に会いに行き、「私がわが身を投げ出すのは、上は国家のために、下は将軍（袁術）の家門の仇を報じるためです。それなのに将軍は陰口を信じて、私を疑うのですか?」と袁術に論じた。袁術は孫堅のためにすぐに兵糧を手配させ、孫堅は自分の軍営に戻った。
190年冬、王匡は董卓を襲撃するために河陽津に軍団を集結させていたが、董卓は陽動作戦を用いて王匡軍の背後をつき、王匡軍を大いに破った。
袁紹・韓馥・張超は董卓により擁立された献帝に対抗すべく、皇族の劉虞の擁立を計画したが、劉虞や袁術や曹操はこれに強く反対した。

## 陽人の戦い
191年、孫堅は敗残兵を集めて、梁県の陽人に駐屯した。
191年2月、董卓は大督護の胡軫・騎督の呂布を派遣して、陽人の孫堅を攻撃させた。胡軫・呂布らは陽人から数十里の広成に到着したが、日が暮れ、軍は疲労困憊であった。呂布らは胡軫に反感を抱いており、胡軫の作戦を失敗させようとし、「孫堅が逃げたから追撃すべきです」と誤情報を流した。そこで胡軫・呂布らは徹夜で軍を進めたが、陽人城の孫堅軍は堅く防衛体制を敷いており、勝てそうになかった。そこで胡軫らが甲冑を脱いで休んでいると、呂布は「孫堅軍が出撃してきた」と誤情報を流した。胡軫らは慌てて逃げたが、敵軍はどこにもいなかった。夜が明けて陽人城の孫堅軍を攻めようとしたが、相変わらずの防衛体制であったため、有効な攻撃をかけることもできず撤退した。孫堅は出撃して大いに董卓軍を破り、董卓軍の都尉華雄を討ち取った。
孫堅はその後も董卓との戦いを優勢に進めた。董卓は形勢不利と見て、洛陽の町を焼き払って長安に撤退した。
孫堅は洛陽に入り、皇帝達の陵墓を修復した。『江表伝』によれば、この時、孫堅は伝国の玉璽（皇帝の印璽）を見つけたという。その後、孫堅は魯陽まで後退した。

## 反董卓連合軍の崩壊
この時、孫堅は豫州刺史であったが、袁紹は周喁を豫州刺史として派遣したので、孫堅と袁術は周喁・周昕・周昂と豫州を奪い合い戦うこととなった。これにより袁術と袁紹の対立は決定的となり、反董卓連合軍は崩壊し、多くの武将が己の勢力伸張を目指す群雄と化した。後漢の支配力は大きく低下し、戦乱の時代が本格的に始まったのである。
劉岱と橋瑁が反目し、劉岱が橋瑁を殺したり、曹操が胡毋班の遺族とともに王匡を殺したりするなど、反董卓連合軍は不協和音が目立った。『三国志』司馬朗伝によれば、反董卓連合軍の将軍たちはあまり協力することが出来ず、兵を放って略奪を行う者もおり、多くの人民が巻き込まれて死んだという。

## 三国志演義における虎牢関の戦い
虎牢関の戦いは、『三国志演義』で袁紹が指揮を執る「反董卓連合」と董卓軍が洛陽郊外の虎牢関において一時的に衝突する架空の戦いである。
緒戦は連合軍が有利であったが、猛将といわれる呂布や華雄の奮戦により董卓軍は危機を脱す。しかし、連合軍の関羽が董卓軍の華雄を討ち取るなど連合軍が優勢となり、董卓は洛陽から長安に遷都してしまう。
なお、関羽の主君である劉備は、反董卓連合軍に参加したとする史料（『英雄記』）もあるが、正史の「先主伝」では参加したかについては書き記していない。